# Endomembránový systém

Endomembránový systém

Endomembránový systém je souhrnné označení pro všechny membrány uvnitř eukaryotických buněk. Tyto membrány rozdělují celou buňku na funkční a strukturní oddíly (tzv. kompartmenty). Proti tomu v prokaryotické buňce endomembránový systém nenajdeme.
Další funkcí vnitřních membrán je transport molekul (např. díky transmembránovým proteinům), syntéza proteinů (v drsném endoplazmatickém retikulu) a lipidů.

## Součásti endomembránového systému
Do endomembránového systému patří zejména tyto organely:
- Jaderná membrána (karyolema)
- Endoplazmatické retikulum
- Golgiho aparát
- Lysozom
- Vakuola (respektive její membrána, tonoplast)
- Vezikuly